# استر اوخایی
استر اوخایی (انگلیسی: Esther Okhae؛ زادهٔ ۱۲ مارس ۱۹۸۶) بازیکن فوتبال اهل نیجریه است.
وی همچنین در تیم ملی فوتبال زنان نیجریه بازی کرده‌است.